# Локалита Продутива Вја Тибуртина (Л'Аквила)
Локалита Продутива Вја Тибуртина (итал. Località Produttiva Via Tiburtina) је насеље у Италији у округу Л'Аквила, региону Абруцо.
Према процени из 2011. у насељу је живело 73 становника. Насеље се налази на надморској висини од 692 м.